# Вороб'ївка (Олександрійський район)
Вороб'ївка — колишній населений пункт в Кіровоградській області у складі Олександрійського району.

## Стислі відомості
В 1930-х роках — у складі Костянтинівської сільської ради Дніпропетровської області.
В часі Голодомору 1932—1933 років від нелюдської смерті в селі померло не менше 31 людини.
Дата зникнення станом на квітень 2023 року невідома.